# Lieth (Adelsgeschlecht)

Adliga ätten von der Lieth nr 1914 † (Schweden)

Von der Lieth (auch Lith, Lit) ist der Name eines uradeligen bremischen Adelsgeschlechts, welches aus Lieth (heute Agathenburg) bei Stade stammt und später auch in Schweden ansässig war.

## Geschichte

### Bremischer Zweig
Die von der Lieth zählen zu den ältesten bremischen Ritter- und Dienstmannengeschlechtern. Bereits im Jahr 1199 begegnet uns unter den Dienstmannen Erzbischof Hartwigs II. Heinrich von der Lieth als Zeuge (Reg. Nr. 682) und im Jahre 1219 (Reg. Nr. 765 n) unter den Dienstmannen des Erzbischofs Gerhard II. Sigebodo de Lit.
Mushard vermutet, dass die von der Lieth von den Herren von Bederkesa abstammen und auch Burgmannen zu Bederkesa gewesen sind. Doch lässt sich eine solche Annahme bisher nicht beweisen. Wie bei vielen Kehdinger Adelsfamilien, ist auch bei den von der Lieth bei Teilen der Familie ein Abstieg in den Bauernstand zu beobachten.
Ein Zweig des Geschlechts erhielt am 22. November 1698 eine kurfürstlich-brandenburgische Adelsbestätigung.
Die Familie war im Erzbistum Bremen reich begütert. So in den westlichen Bezirken des Bistums in Elmeloh, Ritterhude, Fickemühlen, Alfstede und Heilshorn, außerdem Nieder-Ochtenhausen bei Bremervörde und Wiegersen. Auch im Lande Kehdingen sind sie bereits seit Beginn des 14. Jahrhunderts ansässig und besaßen Güter unter anderem in Altendorf und Wischhafen. Nach dem Registrum des Erzbischofs Johann Rode waren sie auch Burgmannen zu Vörde (Bremervörde).

### Schwedischer Zweig
Der schwedische Zweig gibt als Stammvater Diedrich von der Lieth an, Erbherr zu Alfstede. Dessen Nachfahre Niklas von der Lieth (* 9. November 1699 in Elmeloh, † 30. August 1772 Uppsala) kam 1711 von Bremen nach Schweden.

## Wappen
Blasonierung: Im silbernen Feld ein nach rechts gewandter goldener (oder naturfarbener) Kranich mit erhobenen Flügeln, in den Krallen des linken aufgehobenen Fußes einen goldenen Stein haltend. Auf dem blau-silbern bewulsteten Helm ein offener silberner (oder schwarzer) Flug. Die Helmdecken sind blau-silbern.

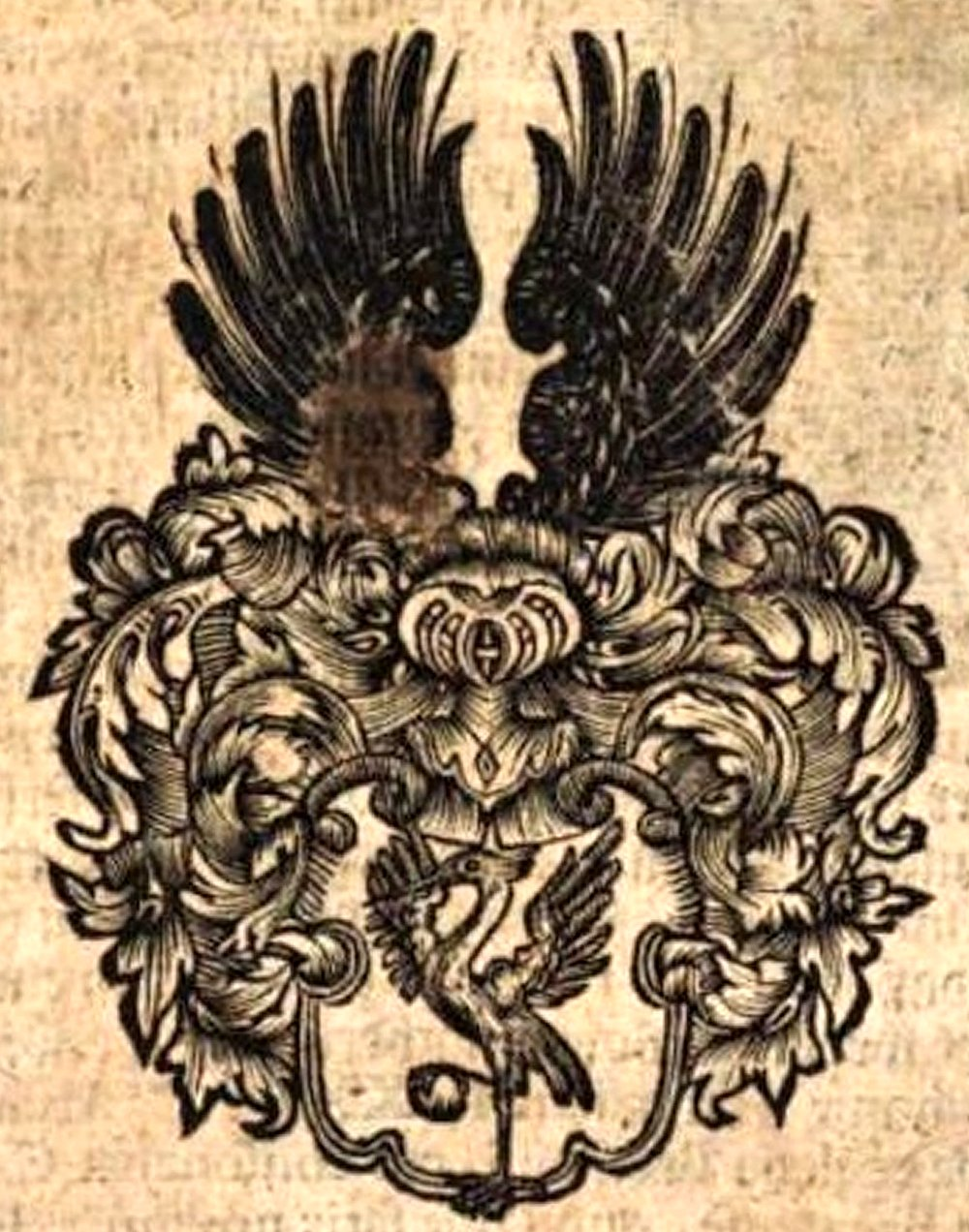
von der Lieth (Mushard)
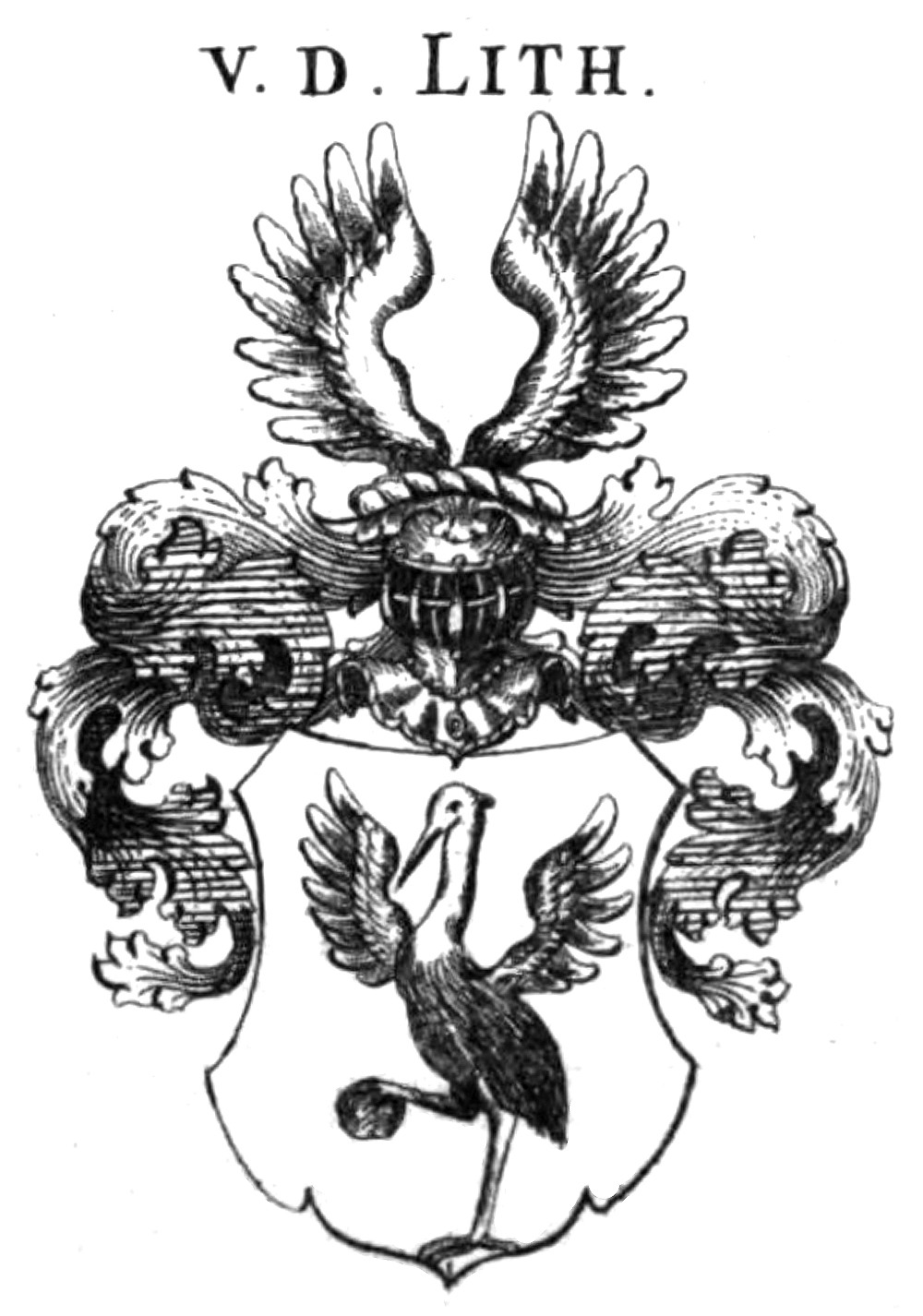
V. D. Lith (Siebmacher)
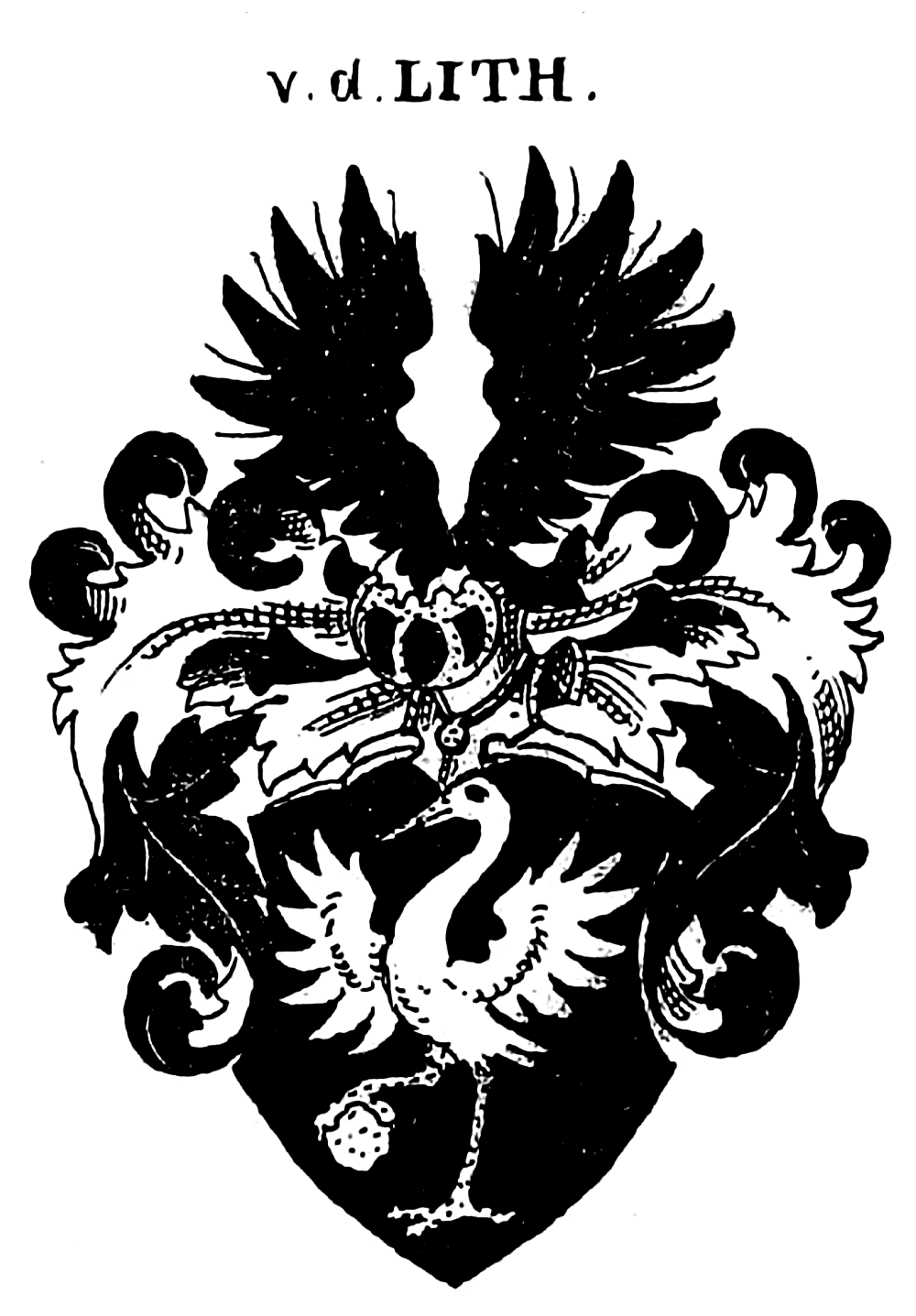
v. d. Lith (Siebmacher)

## Angehörige
- Eberhard von der Lieth, Rittmeister, Domherr zu Verden und Probst zu St. Andreas
- Christoph von der Lieth, Erbherr auf Nieder-Ochtenhausen und Landrat des Herzogtums Bremen
- Tido Heinrich von der Lith (1646–1698), Professor und 1682–1688 Bürgermeister von Frankfurt (Oder)
- Johann Wilhelm von der Lith (1678–1733), Evangelischer Theologe, Konsistorialrat und Pfarrer in Ansbach[3]
- Albrecht von der Lieth (1659–1718), kurfürstlich-sächsischer Diplomat
- Gabriel von der Lieth (1692–1766), kurfürstlich-sächsischer (königlich-polnischer) Diplomat